# Rivoire et Carret
Pour les articles homonymes, voir Rivoire.
Rivoire & Carret est une célèbre marque de pâtes alimentaires fondée à Lyon en 1860 par deux cousins, Claudius Rivoire (1835-1895) et Jean-Marie Carret (1829-1913).

## Historique
En 1860, deux cousins lyonnais, Claudius Rivoire et Jean-Marie Carret, unissent leurs noms pour créer la première marque française de pâtes. Ils implantent leur entreprise cours Lafayette, à Lyon. Après un incendie le fils Carret, Joannès, fait construire une nouvelle usine à Vaise, sur les bords de la Saône, facilitant ainsi les approvisionnements.
Rivoire et Carret sont les inventeurs de la pâte moderne en France. Jusqu’alors vendues en vrac chez l’épicier, les pâtes sont proposées dans un paquet avec poids net garanti et sous le nom d'une marque pour laquelle on fait de la réclame : des paquets reconnaissables à leur emballage bleu et aux trois étoiles rouges, suggérant un label de qualité supérieure. Leurs pâtes ne sont pas faites de blé tendre mais de semoule de blé dur ; le séchage n'est plus à l'air libre mais à l'air chaud, d'où une meilleure conservation.
En 1922, la carette, première presse mécanique à macaroni y est mise au point. Les productions augmentent et la famille conserve la majorité du capital jusqu’en 1971.
En 1960, au plus fort de sa production, la société produit 60 millions de kilos de pâtes par an.
En 1968, en prévision de l'ouverture du Marché commun, et voulant survivre face à une multinationale comme Boussois-Souchon-Neuvesel (BSN) et la marque Panzani sur le territoire français, la famille Carret propose un rapprochement à la famille Cartier-Millon, propriétaire de la marque de pâtes Lustucru. Ainsi voit le jour en 1968 une holding à deux filiales, Rivoire & Carret et Lustucru, détenant respectivement 58 % et 42 % des actions, ces dernières étant réparties entre trente-deux actionnaires familiaux.
La société est reprise par le groupe Lustucru en 1971, la marque Rivoire et Carret disparaît en 2000.
Fin 2002, Pastacorp, société créée par la famille Cohen-Skalli, rachète les activités pâtes sèches et semoules de Lustucru et relance en 2012 la marque Rivoire et Carret qui bénéficiait encore d'une très forte notoriété.